# رومان هامرلیک
رومان هامرلیک (انگلیسی: Roman Hamrlík؛ زادهٔ ۱۲ آوریل ۱۹۷۴) بازیکن هاکی روی یخ اهل جمهوری چک بود.
از باشگاه‌هایی که در آن بازی کرده‌است می‌توان به مونترآل کانادینز، ادمونتون اویلرز، تمپا بی لایتنینگ، کلگری فلیمس، و نیویورک رنجرز اشاره کرد.